# Thespiai
Thespiai ((f. pl.), Katharevousa Θεσπιαί, neugriechisch Θεσπιές Thespiés (f. pl.), in der Antike Thespeia altgriechisch Θέσπεια (f. sg.), lat. Thespiae oder Thespia) war eine bedeutende antike griechische Stadt im Süden Böotiens und Mitglied des Böotischen Bundes.

## Lage
Thespiai liegt im Süden Böotiens an einer alten Durchgangsstraße nach Nordgriechenland am östlichen Fuße des Berges Helikon, der in der griechischen Mythologie als Wohnort der Musen berühmt war, die deswegen gelegentlich auch Thespiaden (lat. Thespiades) genannt werden. Thespiai lag am Fluss Permessos (Askris Potamos) auf dem Gebiet der heutigen Dörfer Leondari und Ellopia. Im Norden grenzt sie an das Territorium von Haliartos.

## Geschichte
Die Stadt wurde bereits von Homer erwähnt, stand aber, wie auch Plataiai (Platää) oder Orchomenos, immer im Schatten und in Konkurrenz zur mächtigen Nachbarstadt Theben. Diese hielt die kleineren Nachbarstädte gerne in Abhängigkeit, ähnlich wie Athen die Städte Attikas.
Berühmt wurde Thespiai im Krieg gegen die Perser unter Xerxes I., an dem die Stadt im Gegensatz zu Theben teilnahm, insbesondere hierbei durch die Unterstützung der Spartiaten unter Leonidas bei der Schlacht bei den Thermopylen 480 v. Chr. Je nach Überlieferung sollen sechs- bis siebenhundert Thespier den 300 spartanischen Hopliten dort beigestanden haben und sämtlich im Kampf gefallen sein. Delbrück schlägt alternativ vor, dass die Thespier wie die anderen Truppen außer den Spartanern vom Pass abgezogen wurden, aber auf dem Heimweg von den schnellen persischen Truppenteilen eingeholt und vernichtet wurden. Die Stadt wurde von Xerxes daraufhin niedergebrannt.
Trotzdem beteiligten sich die Thespier auch an der Schlacht von Plataiai, in der die persischen Invasionstruppen endgültig geschlagen wurden. Die Stadt wurde danach wieder aufgebaut.
Im Peloponnesischen Krieg wurde Böotien 424 v. Chr. von Athen angegriffen, die Böotier konnten sich jedoch in der Schlacht von Delion gegen die Athener durchsetzen. Bei dieser Schlacht erlitten die Thespier so große Verluste, dass die Thebaner die Schwäche Thespiais ausnutzten und die Schleifung der Stadtmauer durchsetzten.
In der Folgezeit versuchten die Thespier durch ein Bündnis mit Sparta neben Theben zu bestehen, doch nach der Niederlage Spartas gegen Theben bei Leuktra 371 v. Chr., bei der die Thespier zur Teilnahme an der Seite Thebens gezwungen worden waren, wurde die Stadt wiederum von den Thebanern zerstört. Die gesamte Einwohnerschaft wurde aus Böotien verbannt. Sie konnte erst mit dem Friedensschluss des Philokrates 346 zurückkehren. Nochmals wurde die Stadt aufgebaut und hatte in der makedonischen und auch römischen Zeit einige Bedeutung.
Die Militärlisten Thespiai sind von den 260er Jahren bis ca. 146 v. Chr. überliefert. Die Zahlen der wehrpflichtigen 20-Jährigen fallen ab 180 v. Chr. stark ab und liegen meist unter 20.
Während dies teilweise auf organisatorische Veränderungen zurückzuführen sein mag, ist auch eine sinkende Bevölkerungszahl anzunehmen.

## Kultur
In Thespiai wurde vor allem der Gott Eros und die Musen verehrt. Zu Ehren des Eros und der Musen wurden Spiele abgehalten, am berühmtesten jedoch war die Erosstatue des Praxiteles, die schon in der Antike einen beträchtlichen Touristenstrom nach Thespiai brachte. Die Statue wurde von Caligula nach Rom abtransportiert.

## Forschungsgeschichte
Der Brite William Martin Leake besuchte die Fundstelle 1802 und 1806 und berichtete von einigen Ruinen, darunter Kirchen aus der frühchristlichen Zeit und dem Mittelalter, sowie den Resten der römischen Stadtmauer. Die Lage der Stadt war umstritten, George Wheler lokalisierte sie im 18. Jahrhundert in Neochori und hielt die Ruinen in Leondari für die Überreste des antiken Thisba. Albert Schachter nimmt an, dass das archaische Thespiai um den Apollotempel von Toumboutsi lag und erst nach den Perserkriegen an seinen späteren Standort verlegt wurde.
Erste Ausgrabungen fanden durch Paul Jamot von der École française d’Athènes zwischen 1889 und 1891 statt. Er untersuchte unter anderem die Stadtmauer und entdeckte zahlreiche Inschriften.
Das Gelände der Stadt ist also kaum modern überbaut und wurde durch Anthony Snodgrass und John Bintliff zwischen 1989 und 1991 durch Begehungen untersucht.

## Besiedlungsgeschichte
Das Gelände der Stadt war bereits im Neolithikum besiedelt. Ein Tell (griech. Magula) auf dem Gebiet der späteren Stadt datiert ins Spätneolithikum, hat bisher aber keine Baubefunde geliefert.

### Klassische Zeit
Die spätere Stadt Thespiai entstand wahrscheinlich in spät-geometrischer oder archaischer Zeit aus mehreren Siedlungen im Osten der späteren Stadt. Bereits die archaische Stadt besaß mehrere Friedhöfe am Stadtrand, vor allem an den Straßen, wie auch in der Antike üblich. In klassischer Zeit lagen im direkten Umfeld der Stadt mehrere Friedhöfe (Thespiai West wird von Bintliff als „vorstädtisch“ beschrieben), in weiterem Umkreis größere Höfe, Dörfer (Askris Potamos), Kleinstädte (Askra im Tal der Musen mit 11 bis 12 ha) und Einzelhöfe, die sich vermutlich in Familienbesitz befanden, in entlegeneren Bereichen des Umlandes (chora). Lesefunde aus dem Bereich der Einzelhöfe weisen relativ viele Scherben von Essgeschirr auf, diese Höfe dienten also wahrscheinlich als Wohnsitz der Besitzer, im Gegensatz zu der römischen Zeit. Binliff nimmt an, dass das Land im Umkreis von Thespiai von Stadtbewohnern bearbeitet wurde. Die Friedhöfe lagen vor allem auf den schlechteren Böden und scheinen auch später nicht beackert worden zu sein. Im Umfeld der Stadt befanden sich auch ländliche Heiligtümer, von denen LSE 1 und 3 auf archaische Zeit zurückgehen. In Papoutsi (Toumboutsi oder Topitsi), in der Nähe der Brücke über den Askis Potamos, lag in klassischer Zeit ein Apollo-Tempel, der von Paul Jamot ausgegraben wurde. Es handelt sich vielleicht um den inschriftlich bezeugten Tempel des Apollo Archegetas. Eine Straße verband Thespiai mit dem Hafen in Kreusis.
In spät-klassischer Zeit erreichte die Siedlung ihre maximale Ausdehnung von ca. 95 ha, um danach kontinuierlich zu schrumpfen. Etwa einen halben Kilometer westlich der Stadt lag der klassische Friedhof (Thespiai West). Der Siedlungsschwerpunkt wanderte in der Folge nach Osten.
Bintliff nimmt an, dass die Stadt in klassischer Zeit 10.000–14.000 Einwohner hatte. Zu ihrem Territorium gehörten auch die Städte Lektra und Eutresis.

### Römerzeit
Die römische Siedlung war etwa 42 ha groß, Bintliff rechnet mit ca. 5300 Einwohnern in der Frühzeit, 6000 in spätrömischer Zeit.
In spätrömischer Zeit wurden in Thespiai zahlreiche Kirchen erbaut, deren Ruinen im 19. Jahrhundert noch teilweise sichtbar waren.
In römischer Zeit wurde der Friedhof von Thespiai West 2 überbaut und wurde zu einem Siedlungsschwerpunkt. Einige der ländlichen Heiligtümer im Umkreis von Thespiai, wie LSE 1, verloren ihre sakrale Bedeutung, wurden aber weiterhin als Höfe genutzt. Auch einige der Dörfer oder Weiler scheinen aufgelassen worden zu sein, ein Trend, der sich aber in spätrömischer Zeit (4.–7. Jh.) wieder umkehrte. Im Tal der Musen entstand ein Dorf oder eine Kleinstadt. Nach den Ergebnissen der Begehungen von Bintliff und Snodgrass dehnte sich das Ackerland von 42 auf 48 ha aus, blieb aber deutlich unter den 95 ha der klassischen Zeit. Es wurden zahlreiche neue Gebäude errichtet, wie sich vor allem aus den Ziegelfunden ableiten lässt. Die Wirtschaft schien nun stärker auf Marktproduktion ausgerichtet zu sein, im Vergleich zu der weitgehenden Selbstversorgung in klassischer Zeit. Eine extensivere Landnutzung scheint Düngung zugunsten einer Grünbrache aufgegeben zu haben, Gemüse und Wein nahmen zugunsten von Oliven, Getreide, Hülsenfrüchten und Grünfutter ab. Ein ähnlicher Trend ist in der südlichen Argolis nachzuweisen. Die ländlichen Siedlungen konzentrieren sich stärker auf fruchtbare alluviale Böden.
Bintliff rechnet für das Hinterland mit 20.000–25.000 Einwohnern.
Im 5. Jahrhundert oder später, vielleicht unter der Drohung von Slaweneinfällen im 6. und 7. Jahrhundert, wurde ein Areal von 12 ha des Stadtgebietes (kastro) unter Nutzung von Spolien aus der klassischen Stadtmauer und anderer Reste, wie einer Statue von Vettius Agoius Praetextianus, eines Gouverneurs des späten 4. Jahrhunderts, befestigt.

### Mittelalter
Im Mittelalter entstanden in der chora von Thespiai zahlreiche Dörfer wie Erimokastro, Askra, Palaeoneochori und ein Siedlungsschwerpunkt unbekannten Namens bei dem durch Begehung identifizierten Lokus TSH 14, der in fränkischer Zeit zugunsten von THW 12 im Askris-Potamos-Tal wüst fiel. In byzantinischer Zeit fand vermutlich eine Neu-Aufteilung des Territoriums statt, die alten Grenzen des Stadtstaates verloren endgültig ihre Bedeutung zugunsten eines Netzwerkes von relativ gleich großen Dörfern.
Erimokastro blieb auch in fränkischer Zeit Bischofssitz. Die Siedlung selbst gehörte einem Kloster. Unter osmanischer Herrschaft wurde die Siedlung in das besser zu verteidigende Neu-Erimokastro (Thespies) im Westen verlegt. Kaskaveli/Leonari ist dagegen eine albanische Gründung des 14. oder 15. Jahrhunderts.

### Moderne Besiedlung
1802 standen auf dem Gelände des antiken Thespiai noch drei Häuser, die aber in der Folge aufgelassen wurden. Heute ist die Stadtfläche unverbaut.

## Wissenswertes
Der Name des berühmten „ersten Schauspielers“ Thespis, der im 6. Jahrhundert v. Chr. lebte, hat nichts mit Thespiai zu tun.